# Cristóbal Téllez de Almazán
Cristóbal Téllez de Almazán (España, siglo XVI - Manila, 1612) fue un licenciado oidor encargado de asuntos militares en la Real Audiencia de Manila, antes de convertirse en el duodécimo gobernador (interino) de Filipinas durante el virreinato de Nueva España.

## Vida
Nació en España, donde se casó con Beatriz de Heredia y Paredes, con la que tuvo siete hijos. Su hijo Pedro Téllez de Almazán sería capitán de infantería en Filipinas; sus hijas Beatriz Téllez de Almazán y la menor se casaron en Manila.
Fue nombrado alcalde mayor de Jaén en 1528, donde realizó el juicio de residencia de sus antecesores. En 1585 volvió a la corte, para después pasar a ser corregidor de Soria, cargo que abandonó en 1591. fue encargado de investigar al licenciado Lobos, encargado del abastecimiento de pan de Madrid.
El 26 de noviembre de 1591 fue nombrado oidor de la Real Audiencia de Manila. En 1597 se encontraba en Cádiz para embarcarse hacia las Filipinas cuando atacaron los ingleses. Téllez perdió los bienes que había embarcado al arder su barco en el puerto y, tras embarcarse de nuevo, su barco se volvió a hundir en el puerto de San Juan de Ulúa, en Veracruz, con lo perdió el resto de sus bienes, «y con ello mis libros que eran de mucha cantidad». Embarcando de nuevo en Acapulco, llegó a Manila el 8 de junio de 1598.
En noviembre de 1605, el gobernador Pedro de Acuña salió en expedición a Terranate, dejando a Téllez de responsable. Téllez trató de abastecer y reforzar los fuertes y presidios, ya que Acuña se había llevado una buena parte del material y la tropa en su expedición. Tras su vuelta en mayo de 1606, Acuña falleció a los dos meses. Téllez retomó los cargos de capitán general y gobernador de forma interina hasta mediados de 1608, cuando llegó Rodrigo de Viveros, que tomó los cargos hasta la llegada de Juan de Silva.
Durante su gobernación, Téllez tuvo que enfrentarse a una serie de robos y asaltos en 1608 realizados por nativos mindanaos. También ordenó la expulsión de los japoneses de Manila, «por ser de condición áspera y soberbia, y que no se pueden gobernar, si no es con las rigurosas leyes de su tierra, que por cualquier exceso les cortan el cuerpo por medio y lo mismo a su mujer e hijos y si el delicto es grave llega el castigo hasta los parientes».